# Coniopteryx peruviensis
Coniopteryx peruviensis är en insektsart som beskrevs av Meinander 1990. Coniopteryx peruviensis ingår i släktet Coniopteryx och familjen vaxsländor. Inga underarter finns listade i Catalogue of Life.